# Onthophagus kumaonensis
Onthophagus kumaonensis är en skalbaggsart som beskrevs av Gilbert John Arrow 1931. Onthophagus kumaonensis ingår i släktet Onthophagus och familjen bladhorningar. Inga underarter finns listade i Catalogue of Life.